# Мексика на зимових Олімпійських іграх 1928
Мексика на зимових Олімпійських іграх 1928 року, які проходили в швейцарському місті Санкт-Моріц, була представлена 5 спортсменами (всі чоловіки) в одному виді спорту — бобслеї. Мексика вперше взяла участь у зимовій Олімпіаді. Мексиканські спортсмени не здобули жодної медалі.

## Бобслей
| Спортсмени                                                          | Дисципліна | Спуск 1 | Спуск 1 | Спуск 2 | Спуск 2 | Разом  | Разом |
| Спортсмени                                                          | Дисципліна | Час     | Місце   | Час     | Місце   | Час    | Місце |
| ------------------------------------------------------------------- | ---------- | ------- | ------- | ------- | ------- | ------ | ----- |
| Лоренсо Елісага Маріо Касасос Casasos Г. Діас Х. Діас Хуан де Ланда | П'ятірки   | 1:44.9  | 16      | 1:42.8  | 8       | 3:27.7 | 11    |